# 국립타테야마해상기술학교

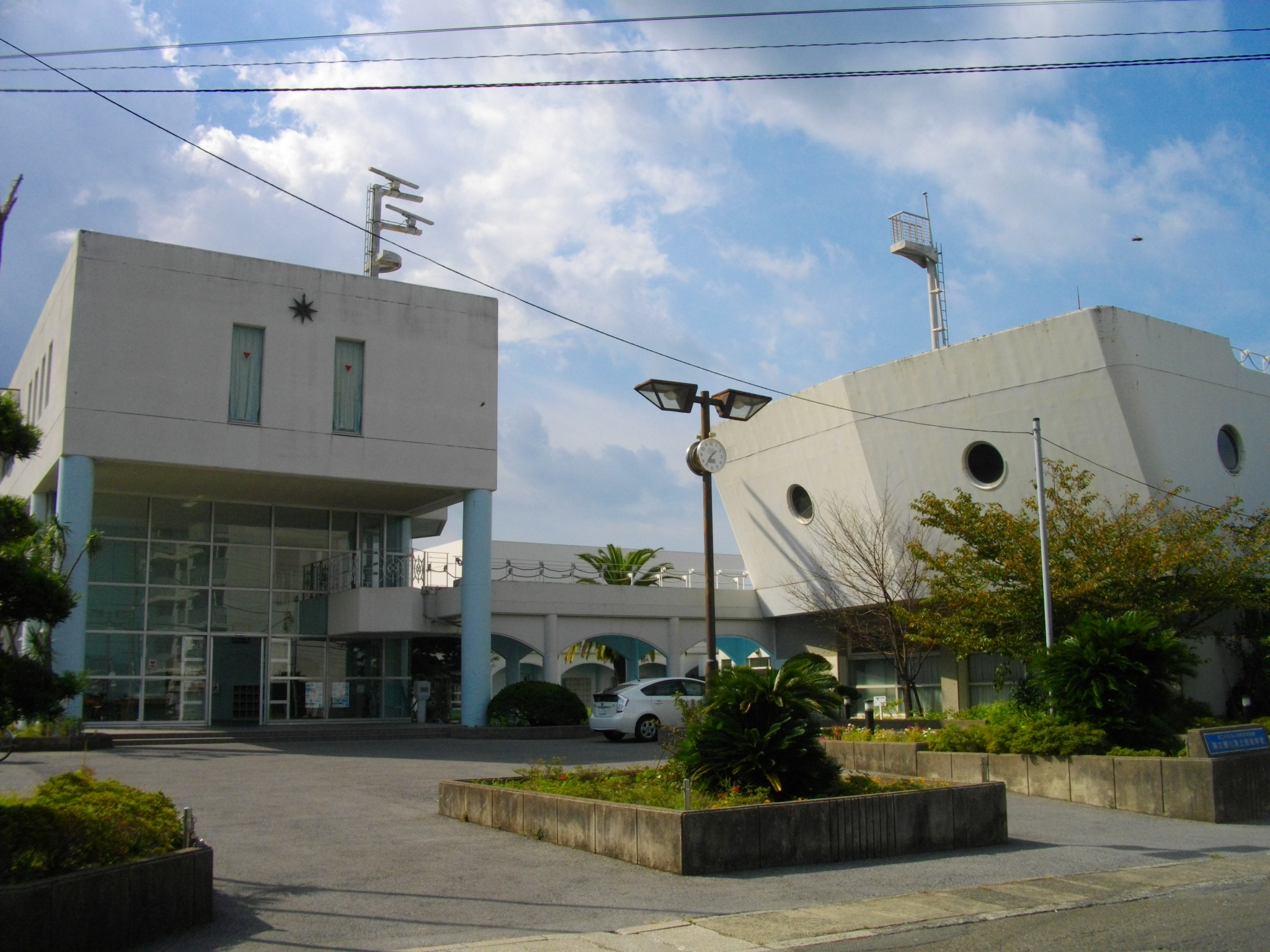

국립타테야마해상기술학교(일본어: 国立館山海上技術学校 코쿠리츠타테야마카이죠기쥬츠갓코[*])는 일본 지바현 타테야마시에 소재한 독립행정법인이다. 중학교 졸업자를 대상으로 학생을 모집해서 선박을 운항할 수 있는 선원을 양성하는 해기사 교육기구다.
사가현의 카라츠, 나가사키현의 쿠치노츠와 함께 일본에 셋뿐인 해상기술학교다.